# Тетрафенилен
Тетрафениле́н — является ароматическим полициклическим углеводородом, состоящий из 4-х циклов, с химической формулой С24H16. При комнатной температуре это твердое вещество.